# 30209 Garciaarriola
30209 Garciaarriola este un asteroid din centura principală de asteroizi.

## Descriere
30209 Garciaarriola este un asteroid din centura principală de asteroizi. A fost descoperit pe 8 aprilie 2000 la Socorro, New Mexico, în cadrul proiectului LINEAR. Asteroidul prezintă o orbită caracterizată de o semiaxă mare de 2,57 ua, o excentricitate de 0,16 și o înclinație de 4,8° în raport cu ecliptica.